# ميخائيل رودس
ميخائيل رودس (بالإنجليزية: Michael Rhodes)‏ هو لاعب اتحاد الرغبي جنوب أفريقي، ولد في 19 ديسمبر 1987 في ديربان في جنوب أفريقيا.